# 比希亞德爾富埃爾特
比希亞德爾富埃爾特是哥倫比亞的城鎮，位於該國北部，由安蒂奧基亞省負責管轄，距離首府麥德林302公里，始建於1815年，面積1,780平方公里，處於海拔水平面，2005年人口5,320。
6°36′N 76°54′W / 6.600°N 76.900°W